# Jan Miloslav Haněl
Jan Miloslav Haněl (23. prosince 1808 Křesetice – 3. května 1883 Třebíč) byl český lékař, národní buditel a politik; poslanec Moravského zemského sněmu.

## Biografie
Narodil se v Křeseticích nedaleko Čáslavi jako Jan Hanl, nabýval svého vzdělání postupně v Jičíně (gymnázium) a pak v Praze. Tam roku 1835 vystudoval na lékaře. Během studií měl blízko k Josefu Kajetánu Tylovi. Přispíval do časopisu Květy. Byl členem Kajetánského divadla a vlasteneckých kroužků. Téhož roku, kdy dokončil vysokou školu, přišel jako mladý lékař pracovat do Třebíče. Stal se městským lékařem. Brzy započal své národně buditelské úsilí. V roce 1844 založil na vlastní náklady český čtenářský spolek. Veřejně vystoupil jako předák českého tábora během revolučního roku 1848. Část měšťanských elit tehdy podporovala vypsání voleb do celoněmeckého Frankfurtského parlamentu. Haněl na české veřejné schůzi v intencích stanoviska Františka Palackého účast na těcht volbách odmítl. Volby do celoněmeckého sněmu se ovšem i tak na Třebíčsku uskutečnily. Po porážce revoluce byl v 50. letech jediným zástupcem uvědomělých Čechů v obecním zastupitelstvu (zbytek vedení samosprávy byl orientován proněmecky nebo nebyl národnostně vyhraněný).
V roce 1861 stál u vzniku třebíčské Měšťanské besedy a byl jejím předsedou. Protože neměla vlastní prostory a musela si je najímat, byl Jan Miloslav Haněl mezi těmi, kdo se přičinili o postavení Besedního domu na Karlově náměstí, dnes označovaného Národní dům. V něm se měšťanská beseda usídlila roku 1871.

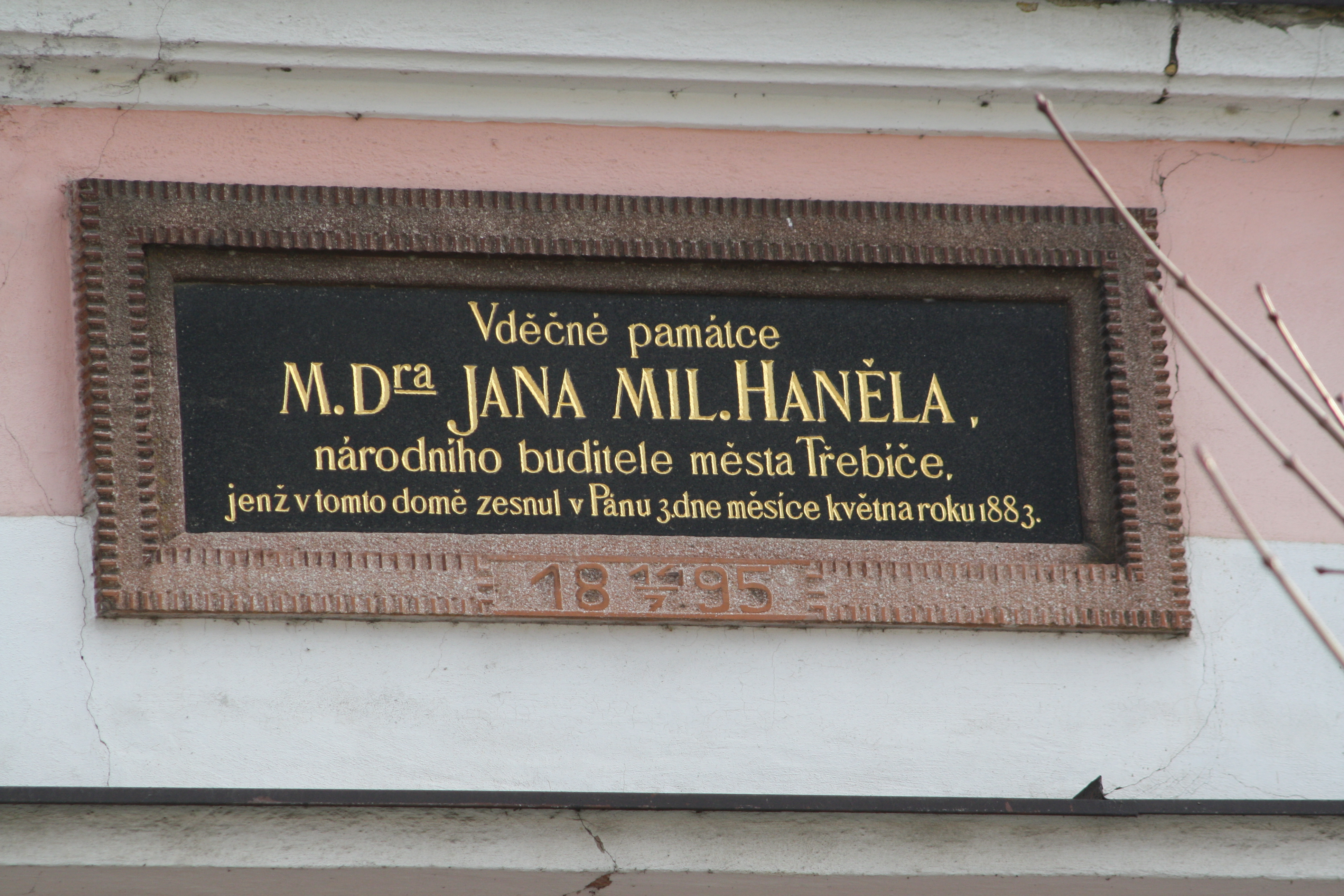
Pamětní deska na domě, ve kterém zemřel

Zapojil se i do vysoké politiky. V zemských volbách v září 1871 byl zvolen na Moravský zemský sněm, kde zastupoval kurii městskou, obvod Třebíč, Velké Meziříčí. Mandát zde obhájil i v krátce poté vypsaných zemských volbách v prosinci 1871. Byl oficiálním národním kandidátem (Moravská národní strana, staročeská). Roku 1872 byl jeho mandát zrušen.
Na místní úrovni se i přes politické neúspěchy své věci (volby roku 1873 a 1876) roku 1882 nakonec dočkal odstavení německé menšiny od politické moci ve městě. Nová česká samospráva pak ocenila Hanělovy zásluhy tím, že se stal roku 1883 čestným občanem města Třebíče. Jeho jméno v městě Třebíči nese jedna z ulic v části Podklášteří; předtím – než byla asanována – to byla ulice na Horce. 14. července 1895 mu byla na náměstí v Třebíči odhalena pamětní deska.
Poslední Hanělův politický výrok týkající se Třebíče zněl:
| „ | Po téměř celý život svůj věrně jsem o to pracoval, abych toto město, které jest netoliko slavné svými dějinami, nýbrž představuje i zde na Moravě jednu z nejdůležitějších pozic našich, pro milý národ svůj získal a zachoval. | “ |